# Torre de Cristal (Madrid)
Torre de Cristal (Tiếng Tây Ban Nha Tower of Glass) là một tòa nhà chọc trời ở Cuatro Torres Business Area, Madrid, Tây Ban Nha, hoàn thành năm 2008. Với chiều cao 249.5 metres, nó là tòa nhà cao thứ hai sau Torre Caja Madrid. Vào tháng 04 năm 2007, việc xây dựng của nó đã vượt chiều cao tòa nhà Torre Espacio, trở thành tòa nhà cao nhất Tây Ban Nha trong thời gian ngắn.
Tòa nhà được thiết kế bởi César Pelli và xây bởi Grupo ACS.

## Hình ảnh

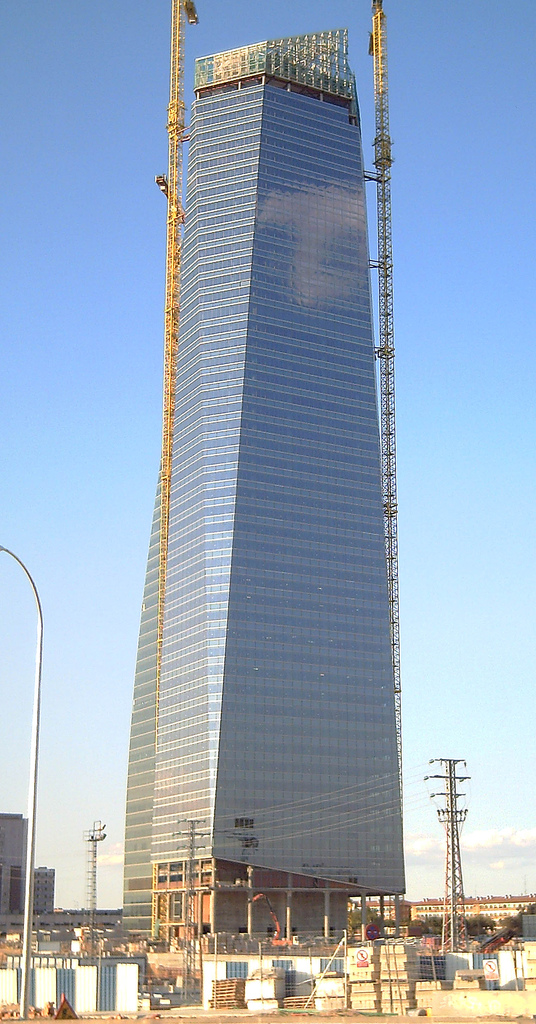
Torre de Cristal lúc đang xây dựng
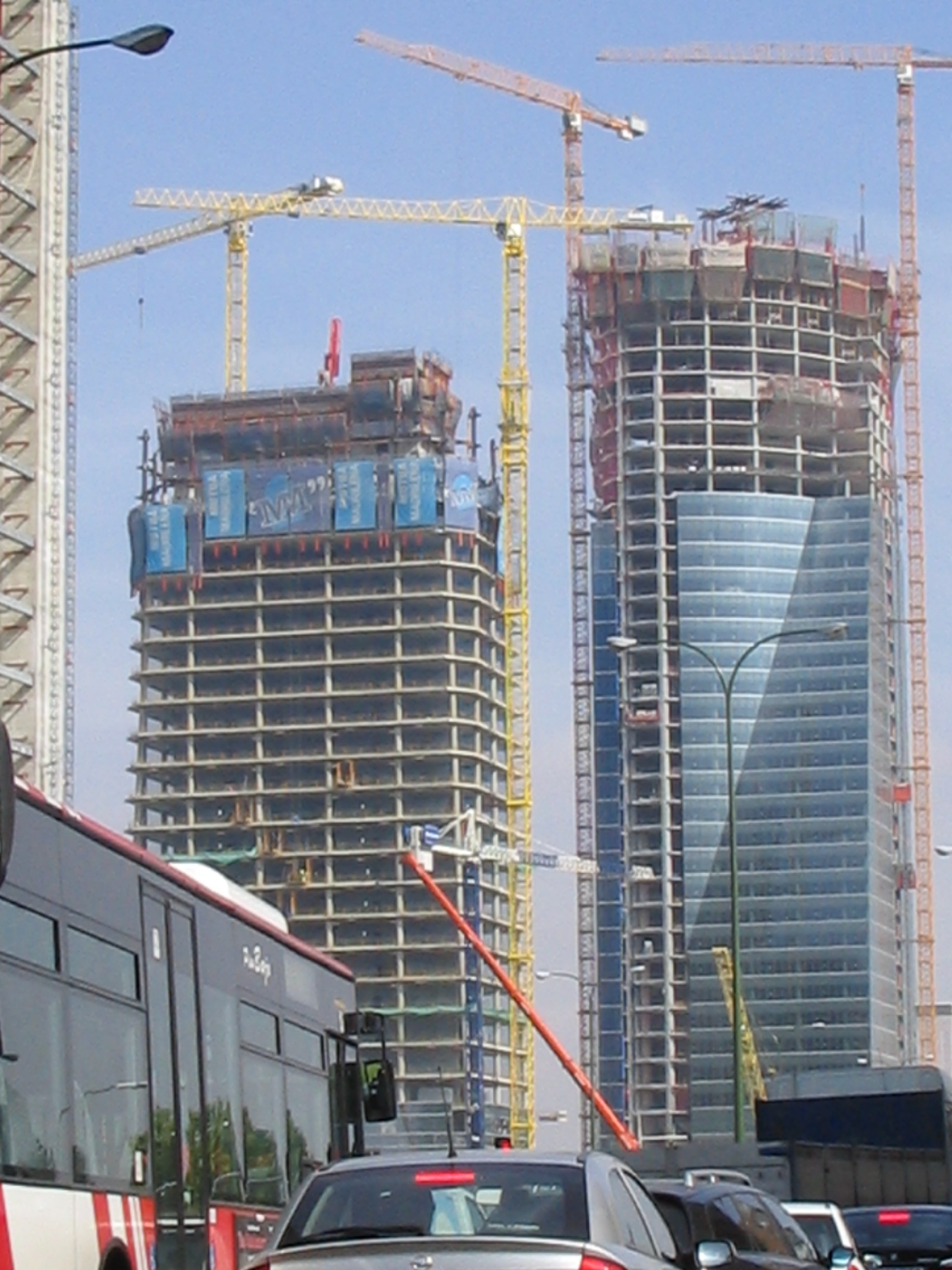
Torre Espacio và 'Torre de Cristal lúc đang xây dựng
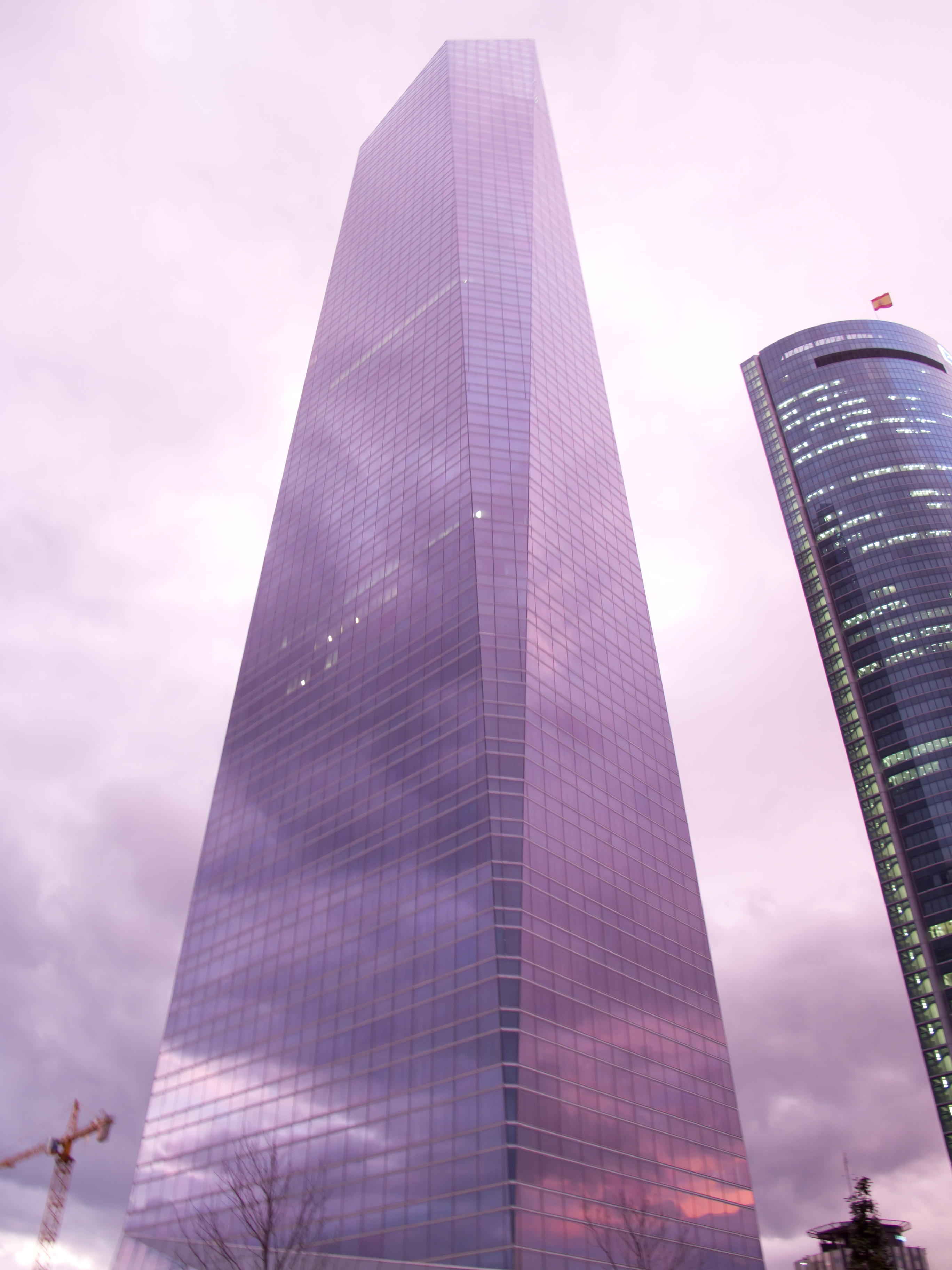
Torre de Cristal lúc chập tối